# 2015年珠穆朗玛峰雪崩
2015年珠穆朗玛峰雪崩事故发生在2015年4月25日，是矩震级8.1级尼泊尔地震的次生灾害，地震波造成珠穆朗玛峰山体晃动引发致命雪崩，造成至少19人丧生，超过了一年多前的事故，成为了最致命的雪崩灾难。

## 雪崩
地震发生时有数百人在珠穆朗玛峰。地震引发数次大雪崩，波及邻近山区。普莫里峰附近出现的一次雪崩，横扫昆布冰瀑，席卷珠峰大本营。一名印度陆军登山队员从大本营南面寻获19具遗体，救出至少61人被困登山者 。
珠峰位于震中以东220千米处，有700人至1000多人被认为当时在山上，至少61人受伤，“数十人”失踪，更多人起初被困在高海拔的营地里，迷失了安全降落路线的方向。少数未被事故吓倒的登山者，力求尼泊尔政府允许他们重新攀登。

## 搜救
印度空军直升机4月26日上午抵达珠穆朗玛峰展开救援行动，将22名重伤者送往裴丽切村（Pheriche），但行动因天气恶劣而被叫停。裴丽切是登山者的重要中转站，外国志愿者和当地人在当地设置了一所简陋的医院。
当天晚些时候，一架直升机据称从珠峰一号大本营撤出数名登山者，大本营上方的第一阶梯仍有100人无法安全降至一号和二号营地。更多人于4月27日获救。处在大本营的登山者在灾难发生几天后发布Twitter称留下来的人“悲凉得伟大”，“高度尚未确定”。灾区看上去好像被核弹击中。一名登山者透过Facebook表示，被困于高处的人们“越来越绝望”。4月27日有60人从一号营地救出，170人从二号营地救出。
4月25日发现17具尸体，4月27日又发现一具。4月26日，61名重伤者中的一名在KMC医院去世。

## 死者
Google員工丹·福瑞迪博格（Dan Fredinburg）与公司另外三名员工攀登珠峰，为Google地球类项目测绘时遭遇雪崩身亡。
4月28日尼泊尔登山协会公布19名死者名单，其中10名为尼泊尔夏尔巴人，5名外国登山者，有4人身份尚未确认。5名外国登山者中有2名美国人，1名中国人，1名澳大利亚人，1名日本人。

## 影响
昆布冰瀑阶梯在事故中损坏，而申请再次攀登的登山者于2015年4月29日获准。“梯子将在未来两到三天内修复，攀登会继续下去，任何人都没有理由去放弃他们的远征，”尼泊尔旅游部负责任图尔西·高塔姆表示：“尽管没有预测另一场地震的科学依据......但我们认为地面适合攀登，尽管余震不够稳定。”